# Obietnica (film 2001)
Obietnica (ang. The Pledge) – amerykański thriller psychologiczny z 2001 roku w reżyserii Seana Penna. Scenariusz powstał na podstawie powieści pod tym samym tytułem z 1958 roku autorstwa szwajcarskiego pisarza Friedricha Dürrenmatta.

## Fabuła
Jerry Black, policyjny detektyw w małym amerykańskim miasteczku ma właśnie odejść na zasłużoną emeryturę, kiedy dochodzi do brutalnej zbrodni na kilkuletniej dziewczynce. Przez przypadek to właśnie on ma poinformować rodziców, że ich córka została zgwałcona i zamordowana. W trakcie rozmowy Black złożył matce dziewczynki uroczystą przysięgę, że złapie mordercę.

## Obsada
- Jack Nicholson – Jerry Black
- Robin Wright Penn – Lori
- Patricia Clarkson – Margaret Larsen
- Benicio del Toro – Toby Jay Wadenah
- Sam Shepard – Eric Pollack
- Tom Noonan – Gary Jackson
- Mickey Rourke – Jim Olstad
- Harry Dean Stanton – Floyd Cage
- Vanessa Redgrave – Annalise Hansen
- Helen Mirren – lekarka
- Dale Dickey – Strom
- Wendy Donaldson – (jako Wendy Morrow Donaldson)
- Adrien Dorval – szeryf (jako P. Adrien Dorval)
- Aaron Eckhart – Stan Krolak
- Shawn Henter – kierowca autobusu
- Kathy Jensen – sprzedawczyni w sklepie
- Taryn Knowles – Ginny Larsen
- Nels Lennarson – Hank
- Beau Daniels – Rudy Karin
- Costas Mandylor – policjant z Monash
- J.J. McColl – agent nieruchomości
- Lucy Schmidt – Alma Cage
- Pauline Roberts – Chrissy
- Françoise Yip – barman na lotnisku